# Kurt Versock
Kurt Versock (14 février 1895 à Hütten - 17 mars 1963 à Aix-la-Chapelle) est un General der Gebirgstruppe allemand qui a servi au sein de la Heer dans la Wehrmacht pendant la Seconde Guerre mondiale.
Il a reçu la Croix de chevalier de la Croix de fer. Cette décoration était attribuée pour récompenser un acte d'une extrême bravoure sur le champ de bataille ou un commandement militaire avec succès.

## Biographie
De 1913 à 1914, Kurt Versock étudie le droit et l'économie. En octobre 1914, il rejoint le 178e régiment d'infanterie (de) et en mai 1915, il commande en tant que leutnant un peloton, puis devient adjudant de bataillon, commandant de la compagnie et de régiment, principalement sur le front occidental pendant la Première Guerre mondiale.
Après la guerre, il est retenu dans la Reichswehr et le 1er janvier 1921, il commanda un peloton dans la 4e compagnie de MG dans le 10e régiment (saxon) d'infanterie (de). Il est officier-adjoint de formation, puis commandant de compagnie dans la 16e Compagnie, puis 4e compagnie de MG, toujours dans le 10e régiment (saxon) d'infanterie. De 1934 à 1938, il suit des cours à l'école d'infanterie à Dresde. Il est promu au grade de Major et  Oberstleutnant (lieutenant-colonel) en janvier 1938. Le 1er novembre 1938, il est nommé commandant du premier bataillon du 138e régiment de montagne.
Après la campagne de Pologne, Kurt Versock est nommé de mars à octobre 1940 commandant des cours formant des officiers. Le 1er novembre 1940, il est promu Oberst (colonel) et nommé commandant du 31e régiment d'infanterie qu'il mène dans les batailles en Ukraine et en Crimée. Pour les résultats du régiment et pour son implication personnelle dans la conquête de la forteresse de Sébastopol, il reçoit le 25 août 1942 le Croix de chevalier de la Croix de fer.
Le 1er mars 1943, Kurt Versock sert sur le front de Léningrad avec la 24. Infanterie-Division. En mai 1943, il est promu Generalmajor (major-général) et nommé commandant de la 24. Infanterie-Division. Le 1er novembre 1943, il est promu au grade de Generalleutnant (lieutenant-général).

Le 18 février 1944, il est grièvement blessé par une balle de mitrailleuse, mais en juin, il en mesure de revenir à sa division. Le 3 septembre 1944, il est nommé commandant du XXXXIII. Armeekorps (43e corps d'armée et est chargé de l'organisation de la défense côtière des opérations dans la région de Courlande. Le 1er novembre 1944, il est promu General der Gebirgstruppe (général des troupes de montagne). À la fin de la guerre, il est capturé par les Américains.

## Décorations
- Croix de fer (1914)
  - 2e Classe
  - 1re Classe
- Croix d'honneur
- Médaille de l'Anschluss
- Médaille des Sudètes
- Agrafe de la Croix de fer (1939)
  - 2e Classe (21 octobre 1939)
  - 1re Classe (26 juin 1941)
- Insigne des blessés (1939)
  - en Noir (9 juin 1943)
- Médaille du Front de l'Est
- Croix allemande en Or (20 juin 1944)[1]
- Croix de chevalier de la Croix de fer
  - Croix de chevalier le 25 août 1942 en tant que Oberst et commandant du Infanterie-Regiment 31[1]

### Citations
1. 1 2  Scherzer 2007, p. 757.

### Source
- (en) Cet article est partiellement ou en totalité issu de l’article de Wikipédia en anglais intitulé « Kurt Versock » (voir la liste des auteurs).